# Ghiacciaio di Rebmann
Il ghiacciaio di Rebmann è situato presso la sommità del monte Kilimangiaro in Tanzania ed è quel che rimane di un'enorme cappa di ghiaccio che coprì la sommità del monte. Questa cappa di ghiaccio si è ritirata significativamente nell'ultimo secolo. 

## Storia
Fra il 1912 ed il 2000, l'82% del ghiaccio della montagna è scomparso.
Il ghiacciaio è intitolato all'esploratore e missionario tedesco Johannes Rebmann, che fu il primo esploratore bianco a scoprire la presenza di neve e ghiaccio sulla sommità del Monte Kilimanjaro nel 1848.